# 南非党 (开普殖民地)
南非党是开普殖民地的一个政党。

## 背景
该党起源于开普敦殖民地西部在其早期议会政治的历史中所产生的自由主义传统。19世纪90年代，自由派南非政治家雅各布斯·W·绍尔创立“南非政治协会”，意图将开普省的所有的反帝国主义反对派联合起来。但正式的政党，却首先由威廉·菲利普·施莱纳（William Philip Schreiner）创立，作为对抗塞西尔·罗德斯（Cecil Rhodes）的帝国主义政策的反制手段。
该党的许多纲领可追溯到开普敦首届民选政府莫尔特诺政策，如强调地方驱动的发展、反对帝国主义、支持自由贸易、义务教育、和平外交以及对种族问题的包容性态度。这些政策的支持者经常需要与更极端的阿非利卡人政党邦德党结盟，以对抗势力更为强大且亲帝国主义的进步党，但这联盟却是不稳定的，因为该党与邦德党的阿非利卡人民族主义者之间存在重要分歧。

## 联合政府
南非党在党魁约翰·哈维尔·梅里曼的领导下，在1908年至1910年南非联邦成立之前，与阿非利卡人党邦德党组成联合政府，并共同统治开普。
在关于联邦的国民大会上，梅里曼和其他南非党代表为争取将开普省的多种族选举权制度扩展到南非的其他省，但失败了，因为其遭到了决心维护白人统治地位的其他组成省的强烈反对。

## 联邦成立后
南非联邦成立后，新成立的南非联邦议会之中的南非党、德兰士瓦的Het Volk、邦德党和奥兰治自由邦的Orangia Unie合并成新的南非党。